# Los Teques (Venezuela)
Pour l’article homonyme, voir Los Teques (paroisse civile).
Los Teques est une ville du Venezuela, capitale de l'État de Miranda. Elle fait partie de l'aire urbaine de Caracas à laquelle elle est reliée par le métro. En 2016, sa population est estimée à 252,242. La ville fait partie de l'agglomération "Grand Caracas".

## Étymologie
La ville de Los Teques était autre fois le territoire des indien Caribéens Teques. Leur chef était Guaicaipuro, un indigène qui a lutté contre la pénétration espagnole dans le nord du pays.